# 赫尔曼·埃尔哈特

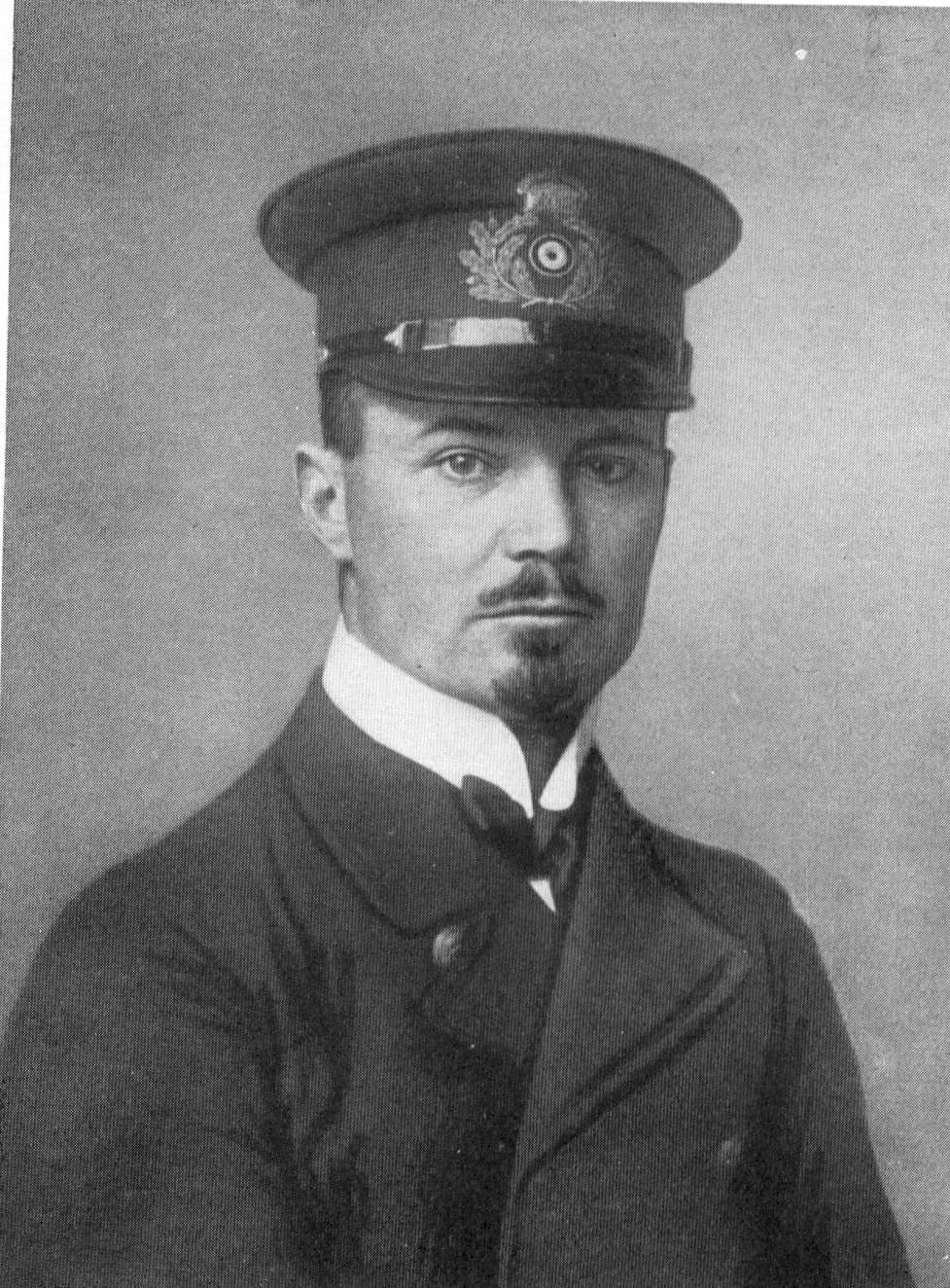
赫尔曼·埃尔哈特

赫尔曼·埃尔哈特 (Hermann Ehrhardt，1881年11月29日—1971年9月27日）是第一次世界大战期間的一名德国海军军官，他後來組建埃爾哈特旅，在德国十一月革命期間鎮壓共產黨。他後來又參與卡普政變，試圖推翻魏瑪共和國，但未能成功。埃爾哈特旅被解散后，埃尔哈特又建立了领事组织。领事组织於1922年被取締后，埃尔哈特又组建维京联盟，試圖與阿道夫·希特勒的納粹黨爭奪右翼勢力的領導權，失敗後加入黨衛隊。希特勒上台後在長刀之夜清洗反對派，埃尔哈特被迫于1934年逃到瑞士，1936年又逃到奥地利的莊園隱居，不再過問政治，並在那裡一直待到1971年去世。